# Notholaena grayi
Notholaena grayi är en kantbräkenväxtart. Notholaena grayi ingår i släktet Notholaena och familjen Pteridaceae.

## Underarter
Arten delas in i följande underarter:
- N. g. grayi
- N. g. sonorensis